# Euthalia aeetes
Euthalia aeetes är en fjärilsart som beskrevs av William Chapman Hewitson 1861. Euthalia aeetes ingår i släktet Euthalia och familjen praktfjärilar. Inga underarter finns listade i Catalogue of Life.